# Grande Prémio de Macau
O Grande Prémio de Macau (em inglês: Macau Grand Prix; em chinês: 澳門格蘭披治大賽車) é um evento de desporto motorizado realizado anualmente nas ruas de Macau, no Circuito da Guia. É conhecido por ser o único evento de corridas de rua no qual participam motas e carros. Todos os anos, mais de trezentos pilotos de carros e motos se reúnem para o evento anual. Fazem-se corridas de fórmulas, WTCC, motociclismo, Porsche Carrera Cup entre outros.
Dentre seus vencedores mais ilustres, estão Ayrton Senna, Michael Schumacher, Ralf Schumacher, David Coulthard e Takuma Sato. Além de Senna, os outros brasileiros que venceram a prova foram Roberto Pupo Moreno, Maurício Gugelmin e Lucas di Grassi. Dentre os portugueses, há Eduardo de Carvalho, macaense vencedor da primeira edição, e António Félix da Costa, vencedor por duas oportunidades.

## História
Sua primeira edição foi em 1954, como corrida de carros esportivos. Passou a ser corrida de monopostos em 1961, como parte da Fórmula Libre. Em 1974, passou a ser parte da Fórmula Pacific, e em 1983, se tornou prova da Fórmula 3, com a prova sendo conhecida como Copa do Mundo da Fórmula 3.
Em 2020 e 2021,as restrições às viagens de estrangeiros para a China devido à pandemia de COVID-19 fizeram com que as provas da classe de monopostos se tornassem parte da Fórmula 4 Chinesa, enquanto as corridas de motos não se realizaram, retornando em 2022. Em 2023, o campeonato de monopostos voltou a ser prova extracampeonato da Fórmula 3 FIA, e em 2024, passou a ser prova extracampeonato da Fórmula Regional, com pilotos de campeonatos como o europeu, americano e asiático sendo qualificados para participar da prova, também chamada de Copa do Mundo da Fórmula Regional.

## Vencedores

### Carros esportivos
| Ano     | Vencedor            | Chassis – Motor      | Categoria do piloto |
| ------- | ------------------- | -------------------- | ------------------- |
| 1954    | Eduardo de Carvalho | Triumph TR2          | Carros esportivos   |
| 1955    | Robert Ritchie      | Austin-Healey 100    | Carros esportivos   |
| 1956    | Doug Steane         | Mercedes-Benz 190 SL | Carros esportivos   |
| 1957    | Arthur Pateman      | Mercedes-Benz 300 SL | Carros esportivos   |
| 1958    | Chan Lye Choun      | Aston Martin DB3S    | Carros esportivos   |
| 1959    | Ron Hardwick        | Jaguar XKSS          | Carros esportivos   |
| 1960    | Martin Redfern      | Jaguar XKSS          | Carros esportivos   |
| Fontes: |                     |                      |                     |

### Fórmulas
| Ano     | Vencedor               | Chassis – Motor                          | Categoria do piloto         |
| ------- | ---------------------- | ---------------------------------------- | --------------------------- |
| 1961    | Peter Heath            | Lotus 15-Climax                          | Formula Libre               |
| 1962    | Arsenio Laurel         | Lotus 22-Ford                            | Formula Libre               |
| 1963    | Arsenio Laurel         | Lotus 22-Ford                            | Formula Libre               |
| 1964    | Albert Poon            | Lotus 23-Ford                            | Formula Libre               |
| 1965    | John MacDonald         | Lotus 18-Ford                            | Formula Libre               |
| 1966    | Mauro Bianchi          | Alpine-Renault T66                       | Formula Libre               |
| 1967    | Tony Maw               | Lotus 20B-Ford                           | Formula Libre               |
| 1968    | Jan Bussell            | Brabham BT23C-Ford                       | Formula Libre               |
| 1969    | Kevin Bartlett         | Mildren-Waggott                          | Formula Libre               |
| 1970    | Dieter Quester         | BMW F270                                 | Formula Libre               |
| 1971    | Jan Bussell            | McLaren M4C                              | Formula Libre               |
| 1972    | John MacDonald         | Brabham BT36                             | Formula Libre               |
| 1973    | John MacDonald         | Brabham BT40                             | Formula Pacific             |
| 1974    | Vern Schuppan          | March 72B-Ford                           | Formula Pacific             |
| 1975    | John MacDonald         | Ralt RT1-Ford                            | Formula Pacific             |
| 1976    | Vern Schuppan          | Ralt RT1-Ford                            | Formula Pacific             |
| 1977    | Riccardo Patrese       | Chevron B40-Ford                         | Formula Pacific             |
| 1978    | Riccardo Patrese       | Chevron B42-Ford                         | Formula Pacific             |
| 1979    | Geoff Lees             | Ralt RT1-Ford                            | Formula Pacific             |
| 1980    | Geoff Lees             | Ralt RT1-Ford                            | Formula Pacific             |
| 1981    | Bob Earl               | Hayashi 220P-Toyota                      | Formula Pacific             |
| 1982    | Roberto Pupo Moreno    | Ralt RT4-Ford                            | Fórmula Pacific             |
| 1983    | Ayrton Senna           | Ralt RT3 – Toyota                        | Fórmula 3 Britânica         |
| 1984    | John Nielsen           | Ralt RT3 – Volkswagen                    | Fórmula 3 Alemã             |
| 1985    | Maurício Gugelmin      | Ralt RT30 – Volkswagen                   | Fórmula 3 Britânica         |
| 1986    | Andy Wallace           | Reynard 863 – Volkswagen                 | Fórmula 3 Britânica         |
| 1987    | Martin Donnelly        | Ralt RT31 – Toyota                       | Fórmula 3 Britânica         |
| 1988    | Enrico Bertaggia       | Dallara 388 – Alfa Romeo                 | Fórmula 3 Italiana          |
| 1989    | David Brabham          | Ralt RT33 – Volkswagen/Spiess            | Fórmula 3 Britânica         |
| 1990    | Michael Schumacher     | Reynard 903 – Volkswagen/Spiess          | Fórmula 3 Alemã             |
| 1991    | David Coulthard        | Ralt RT35 – Honda/Mugen                  | Fórmula 3 Britânica         |
| 1992    | Rickard Rydell         | TOM'S 032F – Toyota                      | Fórmula 3 Japonesa          |
| 1993    | Jörg Müller            | Dallara 393 – Fiat/Novamotor             | Fórmula 3 Japonesa          |
| 1994    | Sascha Maassen         | Dallara F394 – Opel/Spiess               | Fórmula 3 Alemã             |
| 1995    | Ralf Schumacher        | Dallara F394 – Opel/Spiess               | Fórmula 3 Alemã             |
| 1996    | Ralph Firman           | Dallara F396 – Honda/Mugen-NBE           | Fórmula 3 Britânica         |
| 1997    | Soheil Ayari           | Dallara F396 – Opel/Spiess               | —                           |
| 1998    | Peter Dumbreck         | Dallara F398 – Toyota/TOM'S              | Fórmula 3 Japonesa          |
| 1999    | Darren Manning         | Dallara F399 – Toyota/TOM'S              | Fórmula 3 Japonesa          |
| 2000    | André Couto            | Dallara F399 – Opel/Spiess               | —                           |
| 2001    | Takuma Sato            | Dallara F301 – Honda/Mugen-NBE           | Fórmula 3 Britânica         |
| 2002    | Tristan Gommendy       | Dallara F302 – Renault/Sodemo            | Fórmula 3 Francesa          |
| 2003    | Nicolas Lapierre       | Dallara F302 – Renault/Sodemo            | Fórmula 3 Euro Series       |
| 2004    | Alexandre Prémat       | Dallara F304 – Mercedes/HWA              | Fórmula 3 Euro Series       |
| 2005    | Lucas di Grassi        | Dallara F304 – Mercedes/HWA              | Fórmula 3 Euro Series       |
| 2006    | Mike Conway            | Dallara F306 – Mercedes/HWA              | Fórmula 3 Britânica         |
| 2007    | Oliver Jarvis          | Dallara F307 – Toyota/TOM'S              | Fórmula 3 Japonesa          |
| 2008    | Keisuke Kunimoto       | Dallara F308 – Toyota/TOM'S              | Fórmula 3 Japonesa          |
| 2009    | Edoardo Mortara        | Dallara F308 – Volkswagen                | Fórmula 3 Euro Series       |
| 2010    | Edoardo Mortara        | Dallara F308 Volkswagen                  | Fórmula 3 Euro Series       |
| 2011    | Daniel Juncadella      | Dallara F308 – Mercedes/HWA              | Fórmula 3 Euro Series       |
| 2012    | António Félix da Costa | Dallara F312 – Volkswagen                | GP3 Series                  |
| 2013    | Alex Lynn              | Dallara F312-Mercedes / Prema Powerteam  | Fórmula 3 Europeia          |
| 2014    | Felix Rosenqvist       | Dallara F312-Mercedes / Mücke Motorsport | Fórmula 3 Europeia          |
| 2015    | Felix Rosenqvist       | Dallara F315-Mercedes / Prema Powerteam  | Fórmula 3 Europeia          |
| 2016    | António Félix da Costa | Dallara F316-Volkswagen                  | DTM/Formula E               |
| 2017    | Dan Ticktum            | Dallara F317-Volkswagen                  | Fórmula Renault 2.0 Eurocup |
| 2018    | Dan Ticktum            | Dallara F317-Volkswagen                  | Fórmula 3 Europeia          |
| 2019    | Richard Verschoor      | Dallara F3 2019-Mecachrome               | Fórmula 3 FIA               |
| 2020    | Leong Hon Chio         | Mygale–SARL M14-F4                       | Fórmula 4 Chinesa           |
| 2021    | Leong Hon Chio         | Mygale–SARL M14-F4                       | Fórmula 4 Chinesa           |
| 2022    | Andy Chang             | Mygale–SARL M14-F4                       | Fórmula 4 Chinesa           |
| 2023    | Luke Browning          | Dallara F3 2019-Mecachrome               | Fórmula 3 FIA               |
| 2024    | Ugo Ugochukwu          | Tatuus F3 T-318-Alfa Romeo               | Fórmula Regional Europeia   |
| Fontes: |                        |                                          |                             |

### Corrida da Guia - Carros de turismo
| Ano                      | Piloto                        | Carro                    |
| ------------------------ | ----------------------------- | ------------------------ |
| 1957 – 1962              | desconhecido                  | desconhecido             |
| 1963                     | Albert Poon                   | Lotus Cortina            |
| 1964                     | Eugen Böhringer               | Mercedes-Benz 300SE      |
| 1965                     | Grant Wolfkill                | Austin Cooper S          |
| 1965                     | George Baker                  | Jaguar Mark 2            |
| 1966                     | desconhecido                  | desconhecido             |
| 1967                     | Albert Poon                   | Alfa Romeo GTA           |
| 1968                     | Peter Chow                    | desconhecido             |
| 1969                     | Erich Waxenberger Albert Poon | Mercedes-Benz 300SEL 6.3 |
| 1970                     | Anne Wong                     | Mini Cooper              |
| 1971                     | Dieter Glemser                | Ford Capri RS            |
| 1972                     | John MacDonald                | Mini Cooper              |
| 1973                     | Peter Chow                    | Toyota Celica            |
| 1974                     | Nobuhide Tachi                | Toyota Celica            |
| 1975                     | Nobuhide Tachi                | Toyota Celica            |
| 1976                     | Herb Adamczyk                 | Porsche 911 Carrera RS   |
| 1977                     | Peter Chow                    | Toyota Celica            |
| 1978                     | Peter Chow                    | Toyota Celica            |
| 1979                     | Herb Adamczyk                 | Porsche 911 Carrera RSR  |
| 1980                     | Hans-Joachim Stuck            | BMW 320i                 |
| 1981                     | Manfred Winkelhock            | BMW 320i                 |
| 1982                     | Helmut Greiner                | Porsche 935              |
| 1983                     | Hans-Joachim Stuck            | BMW 635 CSI              |
| 1984                     | Tom Walkinshaw                | Jaguar XJS               |
| 1985                     | Gianfranco Brancatelli        | Volvo 240 Turbo          |
| 1986                     | Johnny Cecotto                | Volvo 240 Turbo          |
| 1987                     | Roberto Ravaglia              | BMW M3                   |
| 1988                     | Altfrid Heger                 | BMW M3                   |
| 1989                     | Tim Harvey                    | Ford Sierra RS500        |
| 1990                     | Masahiro Hasemi               | Nissan Skyline GT-R      |
| 1991                     | Emanuele Pirro                | BMW M3 Evolution         |
| 1992                     | Emanuele Pirro                | BMW M3 Evolution         |
| 1993                     | Charles Kwan                  | BMW M3 Evolution         |
| 1994                     | Joachim Winkelhock            | BMW 318is                |
| 1995                     | Kelvin Burt                   | Toyota Corona EXIV       |
| 1996                     | Frank Biela                   | Audi A4 Quattro          |
| 1997                     | Steve Soper                   | BMW 320i                 |
| 1998                     | Joachim Winkelhock            | BMW 320i                 |
| 1999                     | Michael Bartels               | Audi A4 Quattro          |
| 2000                     | Patrick Huisman               | BMW 320i                 |
| 2001                     | Duncan Huisman                | BMW 320i                 |
| 2002                     | Duncan Huisman                | BMW 320i                 |
| 2003                     | Duncan Huisman                | BMW 320i                 |
| 2004                     | Jörg Müller                   | BMW 320i                 |
| WTCC                     |                               |                          |
| 2005                     | Augusto Farfus                | Alfa Romeo 156           |
| 2005                     | Duncan Huisman                | BMW 320i                 |
| 2006                     | Andy Priaulx                  | BMW 320si                |
| 2006                     | Jörg Müller                   | BMW 320si                |
| 2007                     | Alain Menu                    | Chevrolet Lacetti        |
| 2007                     | Andy Priaulx                  | BMW 320si                |
| 2008                     | Alain Menu                    | Chevrolet Lacetti        |
| 2008                     | Robert Huff                   | Chevrolet Lacetti        |
| 2009                     | Robert Huff                   | Chevrolet Cruze LT       |
| 2009                     | Augusto Farfus                | BMW 320si                |
| 2010                     | Robert Huff                   | Chevrolet Cruze LT       |
| 2010                     | Norbert Michelisz             | SEAT León TDI            |
| 2011                     | Robert Huff                   | Chevrolet Cruze 1.6T     |
| 2011                     | Robert Huff                   | Chevrolet Cruze 1.6T     |
| 2012                     | Yvan Muller                   | Chevrolet Cruze 1.6T     |
| 2012                     | Alain Menu                    | Chevrolet Cruze 1.6T     |
| 2013                     | Yvan Muller                   | Chevrolet Cruze 1.6T     |
| 2013                     | Robert Huff                   | SEAT León WTCC           |
| 2014                     | José María López              | Citroën C-Elysée WTCC    |
| 2014                     | Robert Huff                   | Lada Granta WTCC         |
| TCR International Series |                               |                          |
| 2015                     | Robert Huff                   | Honda Civic TCR          |
| 2015                     | Stefano Comini                | SEAT León Cup Racer      |
| 2016                     | Stefano Comini                | Volkswagen Golf GTI TCR  |
| 2016                     | Tiago Monteiro                | Honda Civic TCR          |
| WTCC                     |                               |                          |
| 2017                     | Mehdi Bennani                 | Citroën C-Elysée WTCC    |
| 2017                     | Robert Huff                   | Citroën C-Elysée WTCC    |
| WTCR                     |                               |                          |
| 2018                     | Jean-Karl Vernay              | Audi RS 3 LMS TCR        |
| 2018                     | Frédéric Vervisch             | Audi RS 3 LMS TCR        |
| 2018                     | Esteban Guerrieri             | Honda Civic Type R TCR   |
| 2019                     | Yvan Muller                   | Lynk & Co 03 TCR         |
| 2019                     | Yvan Muller                   | Lynk & Co 03 TCR         |
| 2019                     | Andy Priaulx                  | Lynk & Co 03 TCR         |
| TCR China                |                               |                          |
| 2020                     | Robert Huff                   | MG 6 X-Power TCR         |
| 2020                     | Jason Zhang                   | Lynk & Co 03 TCR         |
| 2021                     | Ma Qing Hua                   | Lynk & Co 03 TCR         |
| 2021                     | Jason Zhang                   | Lynk & Co 03 TCR         |
| TCR Asia Challenge       |                               |                          |
| 2022                     | Filipe de Souza               | Audi RS 3 LMS TCR        |
| 2022                     | Filipe de Souza               | Audi RS 3 LMS TCR        |
| TCR World Tour           |                               |                          |
| 2023                     | Norbert Michelisz             | Hyundai Elantra N TCR    |
| 2023                     | Frédéric Vervisch             | Audi RS 3 LMS TCR        |
| 2024                     | Norbert Michelisz             | Hyundai Elantra N TCR    |
| 2024                     | Frédéric Vervisch             | Audi RS 3 LMS TCR        |

### Motos
| Ano         | Vencedor                                    | Moto                                        |
| ----------- | ------------------------------------------- | ------------------------------------------- |
| 1967        | Hiroshi Hasegawa                            | Yamaha RD56                                 |
| 1968        | Hiroshi Hasegawa                            | Yamaha 250                                  |
| 1969        | John MacDonald                              | Yamaha                                      |
| 1970        | Benny Hidajat                               | Yamaha YSI                                  |
| 1971        | Akiyasu Motohashi                           | Yamaha                                      |
| 1972        | Ikujiro Takai                               | Yamaha TR3                                  |
| 1973        | Ken Araoka                                  | Suzuki RG500                                |
| 1974        | Hiroyuki Kawasaki                           | Yamaha                                      |
| 1975        | Hideo Kanaya                                | Yamaha                                      |
| 1976        | Chas Mortimer                               | Yamaha                                      |
| 1977        | Mick Grant                                  | Kawasaki KR750                              |
| 1978        | Sadao Asami                                 | Yamaha TZ750                                |
| 1979        | Sadao Asami                                 | Yamaha TZ750                                |
| 1980        | Sadao Asami                                 | Yamaha TZ750                                |
| 1981        | Ron Haslam                                  | Honda RS1123                                |
| 1982        | Ron Haslam                                  | Honda RS1123                                |
| 1983        | Ron Haslam                                  | Honda NS500                                 |
| 1984        | Mick Grant                                  | Suzuki RGB500                               |
| 1985        | Ron Haslam                                  | Honda RS500                                 |
| 1986        | Ron Haslam                                  | Elf Honda 500                               |
| 1987        | Ron Haslam                                  | ROC Elf Honda 4                             |
| 1988        | Kevin Schwantz                              | Suzuki RGV500                               |
| 1989        | Robert Dunlop                               | Honda RC30                                  |
| 1990        | Steve Hislop                                | Honda RC30                                  |
| 1991        | Didier de Radiguès                          | Suzuki RGV500                               |
| 1992        | Carl Fogarty                                | Harris Yamaha 500                           |
| 1993        | Steve Hislop                                | ROC Yamaha 500                              |
| 1994        | Steve Hislop                                | Harris Yamaha 500                           |
| 1995        | Mike Edwards                                | ROC Yamaha 500                              |
| 1996        | Phillip McCallen                            | Yamaha YZR500                               |
| 1997        | Andreas Hofmann                             | Kawasaki Ninja ZX-7R                        |
| 1998        | Michael Rutter                              | Honda RVF750 RC45                           |
| 1999        | David Jefferies                             | Yamaha YZF-R1                               |
| 2000        | Michael Rutter                              | Yamaha YZF-R1                               |
| 2001        | John McGuinness                             | Honda CBR954RR                              |
| 2002        | Michael Rutter                              | Ducati 998                                  |
| 2003        | Michael Rutter                              | Ducati 998                                  |
| 2004        | Michael Rutter                              | Honda CBR1000RR                             |
| 2005        | Michael Rutter                              | Honda CBR1000RR                             |
| 2006        | Steve Plater                                | Yamaha YZF-R1                               |
| 2007        | Steve Plater                                | Yamaha YZF-R1                               |
| 2008        | Stuart Easton                               | Honda CBR1000RR                             |
| 2009        | Stuart Easton                               | Honda CBR1000RR                             |
| 2010        | Stuart Easton                               | Kawasaki Ninja ZX-10R                       |
| 2011        | Michael Rutter                              | Ducati 1098                                 |
| 2012        | Michael Rutter                              | Honda CBR1000RR                             |
| 2013        | Ian Hutchinson                              | Yamaha YZF-R1                               |
| 2014        | Stuart Easton                               | Kawasaki ZX-10R                             |
| 2015        | Peter Hickman                               | BMW S1000RR                                 |
| 2016        | Peter Hickman                               | BMW S1000RR                                 |
| 2017        | Glenn Irwin                                 | Ducati 1199RS                               |
| 2018        | Peter Hickman                               | BMW S1000RR                                 |
| 2019        | Michael Rutter                              | Honda RC213V-S                              |
| 2020 – 2021 | Não realizado devido à Pandemia de COVID-19 | Não realizado devido à Pandemia de COVID-19 |
| 2022        | Erno Kostamo                                | BMW S1000RR                                 |
| 2023        | Peter Hickman                               | BMW M1000RR                                 |
| 2024        | Peter Hickman                               | BMW M1000RR                                 |

### Taça de Macau GT

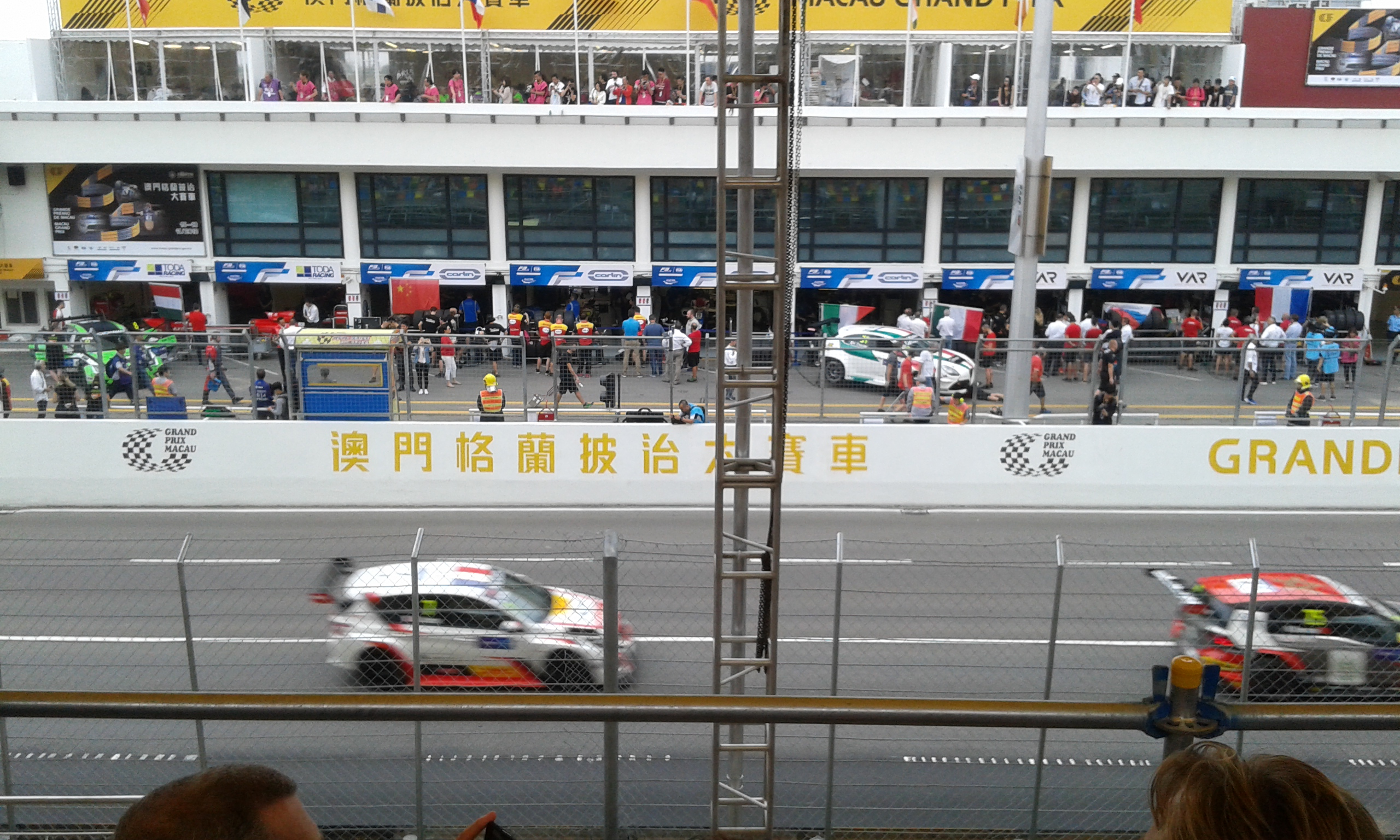
Prova do GP de Macau de 2018

A Taça de Macau GT foi introduzida em 2008 e tem sido uma das mais importantes corridas de suporte deste então.
Em 2015 foi criada a Taça do Mundo FIA GT, uma corrida para carro GT, organizada pela Stéphane Ratel Organisation (SRO) e pela Automobile General Association Macau-China (AAMC). O piloto vencedor da corrida principal, é considerado o vencedor da prova, mas o troféu da Taça do Mundo de GT vai para o construtor cujos 2 carros mais bem classificados somem mais pontos na corrida principal.
A corrida de 2017 foi palco de mais um acidente em cadeir, com 12 carros envolvidos. Tudo começou com a rodada de Daniel Juncadella, que acertou no muro com seu Mercedes. Laurens Vanthoor não conseguiu evitar o choque e o caos começou. O brasileiro Lucas di Grassi foi atingido por trás, e viu seu carro ficar no alto. Além deles, se envolveram no acidente Fabian Plentz, Felix Rosenqvist, Marco Wittmann, Markus Pommer, Mirko Bortolotti, Nico Müller, Renge Van der Zande, Romain Dumas e Tom Blomqvist.
| Ano              | Vencedor           | Carro                     |
| Taça de Macau GT | Taça de Macau GT   | Taça de Macau GT          |
| ---------------- | ------------------ | ------------------------- |
| 2008             | Darryl O'Young     | Porsche 997 GT3 Cup       |
| 2009             | Keita Sawa         | Lamborghini Gallardo GT3  |
| 2010             | Keita Sawa         | Lamborghini Gallardo GT3  |
| 2011             | Edoardo Mortara    | Audi R8 LMS GT3           |
| 2012             | Edoardo Mortara    | Audi R8 LMS GT3           |
| 2013             | Edoardo Mortara    | Audi R8 LMS GT3           |
| 2014             | Maro Engel         | Mercedes-Benz SLS AMG GT3 |
| Taça FIA GT      |                    |                           |
| 2015             | Maro Engel         | Mercedes-Benz SLS AMG GT3 |
| 2016             | Laurens Vanthoor   | Audi R8 LMS               |
| 2017             | Edoardo Mortara    | Mercedes-AMG GT3          |
| 2018             | Augusto Farfus     | BMW M6 GT3                |
| 2019             | Raffaele Marciello | Mercedes-AMG GT3          |
| Taça de Macau GT |                    |                           |
| 2020             | Ye Hongli          | Mercedes-Benz SLS AMG GT3 |
| 2021             | Darryl O'Young     | Mercedes-Benz SLS AMG GT3 |
| 2022             | Maro Engel         | Mercedes-Benz SLS AMG GT3 |
| Taça FIA GT      |                    |                           |
| 2023             | Raffaele Marciello | Mercedes-Benz SLS AMG GT3 |
| 2024             | Maro Engel         | Mercedes-Benz SLS AMG GT3 |

## Mortes

### Motociclismo
O GP de Macau de motovelocidade foi palco dos seguintes acidentes fatais:
- Em 2012, o circuito foi palco da morte do piloto de moto português Luís Carreira. Ele sofreu um acidente durante o treino classificatório para a prova de motovelocidade e não resistiu aos ferimentos, mesmo após um intenso trabalho de reanimação cardiopulmonar.[10]
- Em 2017, novamente o circuito foi palco da morte de um piloto de moto. Na sexta volta da corrida de motociclismo, o britânico Daniel Hegarty sofreu um grave acidente e teve capacete e moto destruídos ao chocar-se contra as barreiras de proteção da chamada curva do pescador. O piloto de 31 anos foi levado a um hospital local, mas não resistiu à gravidade das lesões.[11]